# Ortografická projekce

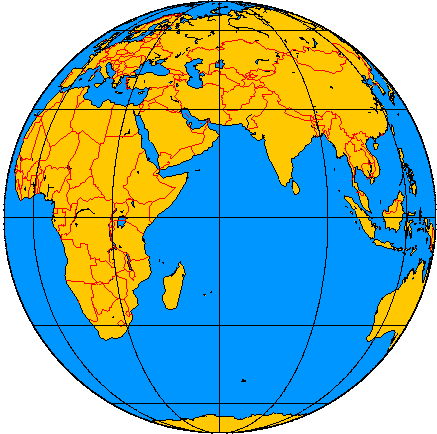
Orthografická projekce (v příčné poloze) polokoule mezi 30° z.d. a 150° v.d.

Ortografická projekce je azimutální mapové zobrazení, podobně jako např. gnómonická projekce. Je délkojevné (v normální poloze v rovnoběžkách). V příčné poloze se používá pro zobrazování planet. V příčné poloze se poledníky zobrazují jako části elips a rovnoběžky jako rovnoběžné přímky, v obecné poloze se obojí zobrazuje jako části elips.

## Historie
Ortografickou projekci vytvořil zřejmě Appollonius ve 3. století př. n. l. Řekové ji nazývali "analemma". Současný název jí v roce 1613 dal François d'Aiguillon z Antverp, který jej zřejmě převzal od římského architekta Vitruvia. První známou mapu Země v s ortografickým zobrazením vytvořil Albrecht Dürer.

## Zobrazovací rovnice
Zobrazovací rovnice udávají, stejně jako u ostatních azimutálních zobrazení, rovinné polární souřadnice, kde r (průvodič bodu) je vzdálenost určovaného bodu od počátku soustavy souřadnic (obecně konstrukčního pólu) a φ je úhel, který průvodič r svírá se zvolenou osou ležící v rovině (osou v obrazu základního poledníku). Zobrazovací plochou je rovina.
Dále se ve vzorci vyskytuje zeměpisná délka λ a proměnná δ, což je doplněk do 90° k právě počítané rovnoběžce (např. počítáme-li délku rovnoběžky o zeměpisné šířce 30°, bude se δ rovnat 60°).
{\displaystyle r=\lambda \,}
{\displaystyle \varphi =r\sin \delta \,}

## Ukázky

Austrálie - ortografická projekce, obecná poloha.
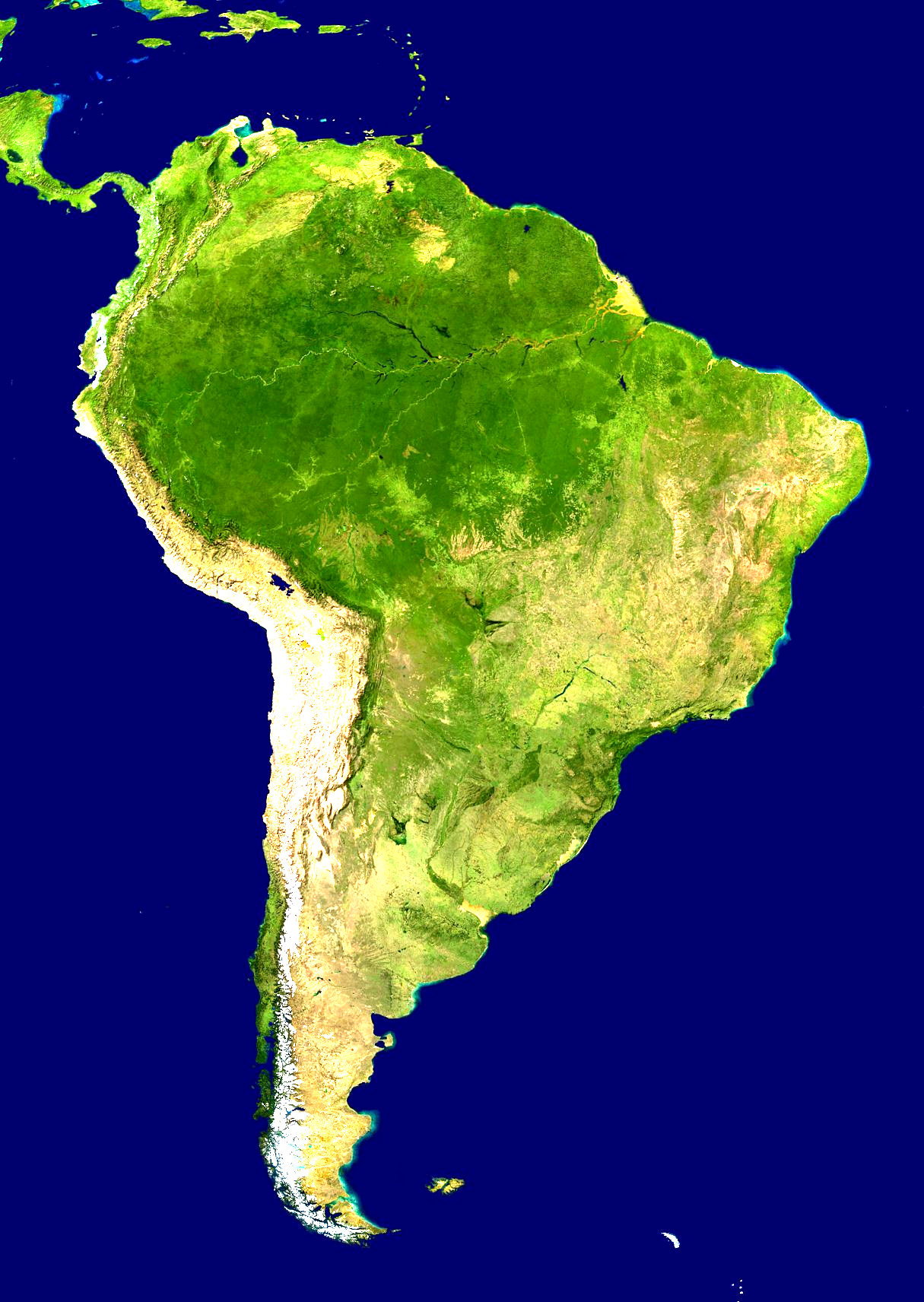
Jižní Amerika - satelitní snímek.
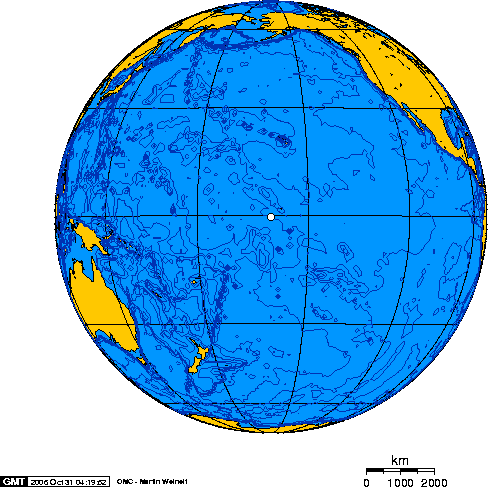
Ortografické zobrazení, příčná poloha.
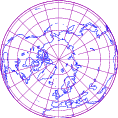
Ortografické zobrazení, normální poloha.